# Ivano-frankivszki terület
Az Ivano-frankivszki terület (ukránul Івано-Франківська область [Ivano-Frankivszka oblaszty]) közigazgatási egység Ukrajna nyugati részén, székhelye Ivano-Frankivszk. Területe 13,9 ezer km², népessége 1,406 millió fő. Területe a történelmi Galícia területére esik. Északnyugaton a Lvivi, délnyugaton a Kárpátontúli, északkeleten a Ternopili, délkeleten a Csernyivci területtel, délen Romániával határos. 1939. december 4-én hozták létre. 1962-ig Sztanyiszlavi terület volt a neve, a szovjet időszakban az orosz Ivano-frankovszki terület elnevezés is hivatalos volt.

## Földrajz
Az Északkeleti-Kárpátok és az Előkárpátok hegyei határozzák meg a domborzatot. A terület határán van a Hoverla, Ukrajna legmagasabb pontja (2061 m). Az északi, Dnyeszteren túli laposabb vidék a Podóliai-hátságon fekszik. A területen telálható Ukrajna legmagasabban fekvő települése, Dzembronya.
Folyói a Dnyeszter és a Prut.

## Közigazgatás
A 2020-as ukrajnai közigazgatási reformot követően az Ivano-frankivszki terület 6 járásra oszlik (a korábbi 14 helyett). A járásokban összesen 62 saját területi önkormányzattal rendelkező község található. A területen 804 lakott település fekszik, ezek közül 15 város, 24 városi jellegű település, valamint 765 falu.

### Járások
| Magyar név              | Ukrán név                | Székhely         | Népesség (2022) | Terület (km²) | Népsűrűség (fő/km²) |
| ----------------------- | ------------------------ | ---------------- | --------------- | ------------- | ------------------- |
| Ivano-Frankivszki járás | Івано-Франківський район | Ivano-Frankivszk | 556 104         | 3880          | 143,33              |
| Kalusi járás            | Калуський район          | Kalus            | 279 867         | 3567          | 78,45               |
| Kolomijai járás         | Коломийський район       | Kolomija         | 272 628         | 2482          | 109,84              |
| Nadvirnai járás         | Надвірнянський район     | Nadvirna         | 129 328         | 1865          | 69,34               |
| Koszivi járás           | Косівський район         | Kosziv           | 83 700          | 878,7         | 95,25               |
| Verhovinai járás        | Верховинський район      | Verhovina        | 30 195          | 1250          | 24,15               |

### Városok

#### Területi jelentőségű városok
- Ivano-Frankivszk
- Kalus
- Kolomija
- Kosziv
- Nadvirna
- Verhovina

#### További városok
- Bolehiv
- Burstin
- Halics
- Horodenka
- Dolina
- Jaremcse
- Kosziv
- Nadvirna
- Rohatin
- Sznyatin
- Tlumacs
- Tiszmenicja

### Városi jellegű települések
| - Bitkiv - Bilsivci - Bohorodcsani - Brosnyiv-Oszada - Bukacsivci - Csernelicja - Deljatin - Hvizdec - Jablunyiv - Jezupil - Kuti - Lancsin | - Liszec - Obertin - Otinyija - Perehinszke - Pecsenyizsin - Pozsnyatyiv - Szolotvin - Verhovina - Vihoda - Voniliv - Vorohta - Zabolotyiv |